# Walt Kelly
Walter Crawford Kelly, Jr. (Philadelphia, Pennsylvania, 1913. augusztus 25. – Los Angeles, Kalifornia, 1973. október 18.) amerikai képregényalkotó, a kritikailag is elismert Pogo című képsor írója és rajzolója.

## Életpályája
Walt Kelly riporterként és karikaturistaként kezdte a Bridgeport Post munkatársaként. 1935-ben a Walt Disney stúdió alkalmazásába állt. Többek között dolgozott a Pinokkió, a Dumbo és a Fantázia című animációs filmeken is, mielőtt egy sztrájkon való részvétel miatt elbocsátották. Első képregényeit az 1930-as évek közepén a National Publicationsnak, a későbbi DC Comicsnak készítette. A Dell Publishingnél számos képregényen dolgozott, köztük Donald kacsa történeteken is.
A Dellnél töltött évei során alkotta meg Pogót, egy humoros antropomorf oposszumot. A figura a kiadó Animal Comics című kiadványában tűnt fel először az Albert the Alligator című képregény mellékszereplőjeként. A második világháborút követően Kelly a New York Star művészeti igazgatója lett. A lapban Pogo saját képsort kapott. Mikor az újság 1949-ben megszűnt, a Pogo a Post-Hall Syndicate sajtóügynökségen keresztül folytatta a megjelenést, immár több száz lapban szerte az Egyesült Államokban.
Kellyt 1954-ben a National Cartoonists Society elnökének választották. A Pogón keresztül saját, a társadalmi szatíra, az abszurditás és a költőiség határán mozgó stílust alakított ki, mely az őt követő képregényalkotók generációira volt és van hatással. Kelly 1973-ban bekövetkezett halála után többen is átvették a Pogo írását és rajzolását, köztük özvegye, Selby Kelly, fia, Stephen Kelly, és lánya, Carolyn Kelly.